# Resina (Araci)
Resina é um dos 52 povoados integrantes do município brasileiro de Araci, estado da Bahia. Localiza-se a 10,3 km da sede do município, e a 228 km da capital Salvador (segundo ferramenta de medição de distãncia do Google Maps). O povoado está localizado nas proximidades da Ba 408, no trecho Araci à Santa Luz, e próximo a estância turística da Barragem do Poço Grande. Conta com uma população de aproximadamente 70 habitantes.

## História
O povoado teve origem na década de 1890, numa fazenda fruto de desmembramento de outra fazenda de nome Caldeirão, propriedade de um neto de José Ferreira de carvalho, fundador de Araci em 1812.
O herdeiro foi José Ferreira Lima (vulgo, Zé do castelo) que recebeu a fazenda Resina com 90 tarefas (unidade de medida agrária) de terra forrada pela vegetação nativa, a qual junto em complemento à fazenda Castelo, onde morava.
Na mesma década, a referida fazenda ganhou o nome de Resina em homenagem a uma senhora que passava por ali com certa frequência e que atendia pelo nome Resina, que vinha das serras da fazenda laranjeira com destino à fazenda poço do capim e passava por uma trilha na divisa da fazenda resina e tinha por costume descansar nas sombras de um umbuzeiro que ficou conhecido por umbuzeiro da Resina, por está dentro da fazenda de José Ferreira Lima.
o vulgo Zé do castelo deu em herança as 90 tarefas para três de seus oito filhos: Francisco xavier de lima, 45 tarefas; Antônio Ferreira Lima, 35 tarefas; e, Manuel Ferreira Lima, 10 tarefas.
Foi no entanto Francisco Xavier que deu início em 1926 o desmatamento de parte da caatinga para abrir roças para o cultivo do feijão, milho, sisal, mandioca, fumo, etc.. Onde abril o caminho para o desenvolvimento da fazenda com lavoura, escavação de reservatório de água e criação de gado, ovelha e outros animais.
Em março de 1948, Silênio Ferreira de Lima iniciou a construção da primeira casa da Resina. Os primeiros moradores chegaram no dia 10 de dezembro de 1948, Silênio Ferreira de Lima e Jesselinda Oliveira Lima, dois dias após o casamento nos festejos de 8 de dezembro da padroeira de Araci, Nossa Senhora da Conceição.

## Religiosidade
O povoado dispõe de uma capela da Igreja Católica, batizada com o nome do santo católico São Francisco Xavier.

## Economia
O povoado mantêm-se basicamente da agricultura familiar e da criação caprinos, ovinos e galináceos. Que conta com uma associação de pequenos produtores para organização e para busca de interesse comum.